# Formule 1 in 2019

Formule 1 logo

Het Formule 1-seizoen 2019 was het 70ste Formule 1-seizoen. "Formule 1", officieel het "FIA Formula One World Championship", is de hoogste klasse in de autosport zoals is bepaald door de Fédération Internationale de l'Automobile. Het seizoen startte op 17 maart 2019, traditiegetrouw in Australië, terwijl de eenentwintigste en laatste wedstrijd werd verreden op 1 december in Abu Dhabi.
Mercedes stelde tijdens de Grand Prix van Japan de constructeurstitel veilig. Lewis Hamilton werd tijdens de Grand Prix van de Verenigde Staten voor de zesde keer wereldkampioen bij de coureurs.

## Algemeen

### Technische veranderingen
In 2019 worden de voor- en achtervleugels hervormd zodat er minder last is van aerodynamische turbulentie. Dit zal ervoor moeten zorgen dat er meer ingehaald kan worden, maar ook dat de wagens een tikkeltje langzamer zullen zijn dan het voorbije seizoen.

### Sportieve veranderingen
In 2019 wordt er voor het eerst sinds 1959 een punt gegeven aan de coureur die de snelste ronde rijdt, mits hij bij de eerste 10 finisht.

### Banden
Pirelli is, net als in 2018, de enige bandenleverancier in het seizoen 2019.
Dit seizoen zullen de coureurs met drie bandensoorten per Grand Prix rijden; hard, medium en soft, die respectievelijk wit, geel en rood gekleurd zullen zijn. In tegenstelling tot vorige seizoenen, waar elke compound een eigen naam had zoals bijvoorbeeld 'supersoft', worden de 3 gekozen compounds genoemd naar hoe hard ze zijn. De hardste compound van de GP wordt gepresenteerd als 'hard', de zachtste als 'soft'. Dit wordt gedaan om de bandenstrategieën begrijpelijker te maken voor de kijkers.

## Kalender

Landen die in 2019 een Grand Prix organiseerden zijn getoond in het groen, voormalige organiserende landen zijn getoond in het donkergrijs.

De kalender van 2019 telt, net zoals in 2018, 21 races. De Grand Prix van China was de duizendste race in de geschiedenis van de Formule 1.
| GP nr. | Ronde | Grand Prix                 | Circuit                                  | Plaats            | Datum        |
| ------ | ----- | -------------------------- | ---------------------------------------- | ----------------- | ------------ |
| 998    | 1     | GP van Australië           | Albert Park                              | Melbourne         | 17 maart     |
| 999    | 2     | GP van Bahrein             | Bahrain International Circuit            | Sakhir            | 31 maart     |
| 1000   | 3     | GP van China               | Shanghai International Circuit           | Jiading           | 14 april     |
| 1001   | 4     | GP van Azerbeidzjan        | Baku City Circuit                        | Bakoe             | 28 april     |
| 1002   | 5     | GP van Spanje              | Circuit de Barcelona-Catalunya           | Montmeló          | 12 mei       |
| 1003   | 6     | GP van Monaco              | Circuit de Monaco                        | Monte Carlo       | 26 mei       |
| 1004   | 7     | GP van Canada              | Circuit Gilles Villeneuve                | Montreal (Quebec) | 9 juni       |
| 1005   | 8     | GP van Frankrijk           | Circuit Paul Ricard                      | Le Castellet      | 23 juni      |
| 1006   | 9     | GP van Oostenrijk          | Red Bull Ring                            | Spielberg         | 30 juni      |
| 1007   | 10    | GP van Groot-Brittannië    | Silverstone Circuit                      | Silverstone       | 14 juli      |
| 1008   | 11    | GP van Duitsland           | Hockenheimring                           | Hockenheim        | 28 juli      |
| 1009   | 12    | GP van Hongarije           | Hungaroring                              | Mogyoród          | 4 augustus   |
| 1010   | 13    | GP van België              | Circuit Spa-Francorchamps                | Stavelot          | 1 september  |
| 1011   | 14    | GP van Italië              | Autodromo Nazionale Monza                | Monza             | 8 september  |
| 1012   | 15    | GP van Singapore           | Marina Bay Street Circuit                | Singapore         | 22 september |
| 1013   | 16    | GP van Rusland             | Sochi Autodrom                           | Sotsji            | 29 september |
| 1014   | 17    | GP van Japan               | Suzuka International Racing Course       | Suzuka            | 13 oktober   |
| 1015   | 18    | GP van Mexico              | Autódromo Hermanos Rodríguez             | Mexico-Stad       | 27 oktober   |
| 1016   | 19    | GP van de Verenigde Staten | Circuit of the Americas                  | Austin (Texas)    | 3 november   |
| 1017   | 20    | GP van Brazilië            | Autódromo de Interlagos José Carlos Pace | São Paulo         | 17 november  |
| 1018   | 21    | GP van Abu Dhabi           | Yas Marina Circuit                       | Yas               | 1 december   |

### Kalenderwijziging in 2019
- De Grand Prix van Mexico en de Grand Prix van de Verenigde Staten werden van plaats verwisseld op de kalender.

## Ingeschreven teams en coureurs
De volgende teams en coureurs namen deel aan het 'FIA Wereldkampioenschap F1' 2019. Alle teams reden met banden geleverd door Pirelli.
| Inschrijving                     | Constructeur              | Chassis          | Motor                         | Nr. | Coureur            | Ronde | Nr. | Coureur vrije training | Ronde           |
| -------------------------------- | ------------------------- | ---------------- | ----------------------------- | --- | ------------------ | ----- | --- | ---------------------- | --------------- |
| Alfa Romeo Racing                | Alfa Romeo-Ferrari        | C38              | Ferrari 064                   | 7   | Kimi Räikkönen     | Alle  |     |                        |                 |
| Alfa Romeo Racing                | Alfa Romeo-Ferrari        | C38              | Ferrari 064                   | 99  | Antonio Giovinazzi | Alle  |     |                        |                 |
| Scuderia Ferrari                 | Ferrari                   | SF90             | Ferrari 064                   | 5   | Sebastian Vettel   | Alle  |     |                        |                 |
| Scuderia Ferrari                 | Ferrari                   | SF90             | Ferrari 064                   | 16  | Charles Leclerc    | Alle  |     |                        |                 |
| Rich Energy Haas F1 Team         | Haas-Ferrari              | VF-19            | Ferrari 064                   | 8   | Romain Grosjean    | Alle  |     |                        |                 |
| Rich Energy Haas F1 Team         | Haas-Ferrari              | VF-19            | Ferrari 064                   | 20  | Kevin Magnussen    | Alle  |     |                        |                 |
| McLaren F1 Team                  | McLaren-Renault           | MCL34            | Renault E-Tech 19             | 4   | Lando Norris       | Alle  |     |                        |                 |
| McLaren F1 Team                  | McLaren-Renault           | MCL34            | Renault E-Tech 19             | 55  | Carlos Sainz jr.   | Alle  |     |                        |                 |
| Mercedes-AMG Petronas Motorsport | Mercedes                  | F1 W10 EQ Power+ | Mercedes-AMG F1 M10 EQ Power+ | 44  | Lewis Hamilton     | Alle  |     |                        |                 |
| Mercedes-AMG Petronas Motorsport | Mercedes                  | F1 W10 EQ Power+ | Mercedes-AMG F1 M10 EQ Power+ | 77  | Valtteri Bottas    | Alle  |     |                        |                 |
| SportPesa Racing Point F1 Team   | Racing Point-BWT Mercedes | RP19             | BWT Mercedes                  | 11  | Sergio Pérez       | Alle  |     |                        |                 |
| SportPesa Racing Point F1 Team   | Racing Point-BWT Mercedes | RP19             | BWT Mercedes                  | 18  | Lance Stroll       | Alle  |     |                        |                 |
| Aston Martin Red Bull Racing     | Red Bull-Honda            | RB15             | Honda RA619H                  | 10  | Pierre Gasly       | 1–12  |     |                        |                 |
| Aston Martin Red Bull Racing     | Red Bull-Honda            | RB15             | Honda RA619H                  | 23  | Alexander Albon    | 13–21 |     |                        |                 |
| Aston Martin Red Bull Racing     | Red Bull-Honda            | RB15             | Honda RA619H                  | 33  | Max Verstappen     | Alle  |     |                        |                 |
| Renault F1 Team                  | Renault                   | R.S.19           | Renault E-Tech 19             | 3   | Daniel Ricciardo   | Alle  |     |                        |                 |
| Renault F1 Team                  | Renault                   | R.S.19           | Renault E-Tech 19             | 27  | Nico Hülkenberg    | Alle  |     |                        |                 |
| Scuderia Toro Rosso              | Toro Rosso-Honda          | STR14            | Honda RA619H                  | 10  | Pierre Gasly       | 13–21 | 38  | Naoki Yamamoto         | 17              |
| Scuderia Toro Rosso              | Toro Rosso-Honda          | STR14            | Honda RA619H                  | 23  | Alexander Albon    | 1–12  | 38  | Naoki Yamamoto         | 17              |
| Scuderia Toro Rosso              | Toro Rosso-Honda          | STR14            | Honda RA619H                  | 26  | Daniil Kvjat       | Alle  | 38  | Naoki Yamamoto         | 17              |
| ROKiT Williams Racing            | Williams-Mercedes         | FW42             | Mercedes-AMG F1 M10 EQ Power+ | 63  | George Russell     | Alle  | 40  | Nicholas Latifi        | 7, 8, 13, 18–20 |
| ROKiT Williams Racing            | Williams-Mercedes         | FW42             | Mercedes-AMG F1 M10 EQ Power+ | 88  | Robert Kubica      | Alle  | 40  | Nicholas Latifi        | 7, 8, 13, 18–20 |

### Veranderingen bij de teams in 2019
- Force India, dat in de tweede helft van 2018 al deelnam onder de naam "Racing Point Force India", wijzigt in 2019 de naam naar Racing Point.[19]
- Na twaalf seizoenen met Renault-motoren te hebben gereden, stapte Red Bull Racing over naar Honda-motoren.[23]
- Na 25 jaar veranderde Sauber de naam naar Alfa Romeo Racing, dat voorgaand seizoen de titelsponsor was.[7]

#### Tijdens het seizoen
- Op 9 september 2019 maakte Haas bekend dat zij en titelsponsor Rich Energy per direct uit elkaar gingen. De resterende races van het seizoen behielden de auto's de zwart-gouden kleurstelling, slechts het logo van Rich Energy verdween.[33]

### Veranderingen bij de coureurs in 2019

#### Van team / functie veranderd
- Pierre Gasly: Toro Rosso → Red Bull[24] → Toro Rosso[25]
- Antonio Giovinazzi: Ferrari (reservecoureur) → Alfa Romeo[9]
- Robert Kubica: Williams (reservecoureur) → Williams[32]
- Daniil Kvjat: Ferrari (ontwikkelingscoureur) → Toro Rosso[29]
- Charles Leclerc: Sauber → Ferrari[11]
- Esteban Ocon: Force India → Mercedes (reservecoureur)[34]
- Kimi Räikkönen: Ferrari → Alfa Romeo[8]
- Daniel Ricciardo: Red Bull → Renault[27]
- Carlos Sainz jr.: Renault → McLaren[16]
- Lance Stroll: Williams → Racing Point[22]

#### Nieuw / teruggekeerd in de Formule 1
- Alexander Albon: Formule 2 (DAMS) → Toro Rosso → Red Bull[25]
- Lando Norris: Formule 2 (Carlin) → McLaren[15]
- George Russell: Formule 2 (ART Grand Prix) → Williams[31]

#### Uit de Formule 1
- Fernando Alonso: McLaren → FIA World Endurance Championship (Toyota Gazoo Racing) & Indy 500[35]
- Marcus Ericsson: Sauber → IndyCar Series (Schmidt Peterson Motorsports)[36]
- Brendon Hartley: Toro Rosso → Porsche (Fabriekscoureur)[37]
- Sergej Sirotkin: Williams → FIA World Endurance Championship (SMP Racing)[38]
- Stoffel Vandoorne: McLaren → Formule E (HWA Racelab)[39]

#### Tijdens het seizoen
- Red Bull Racing maakte op 12 augustus 2019 bekend dat Alexander Albon met ingang van de Grand Prix van België de nieuwe teamgenoot zou worden van Max Verstappen. Pierre Gasly reed de rest van het seizoen bij zusterteam Scuderia Toro Rosso.[25]

## Resultaten en klassement

### Grands Prix
| Ronde | Grand Prix                 | Poleposition     | Snelste ronde    | Winnende coureur | Winnende constructeur | Verslag | WK-leider | Tweede | Voorsprong |
| ----- | -------------------------- | ---------------- | ---------------- | ---------------- | --------------------- | ------- | --------- | ------ | ---------- |
| 1     | GP van Australië           | Lewis Hamilton   | Valtteri Bottas  | Valtteri Bottas  | Mercedes              | Verslag | BOT       | HAM    | 8          |
| 2     | GP van Bahrein             | Charles Leclerc  | Charles Leclerc  | Lewis Hamilton   | Mercedes              | Verslag | BOT       | HAM    | 1          |
| 3     | GP van China               | Valtteri Bottas  | Pierre Gasly     | Lewis Hamilton   | Mercedes              | Verslag | HAM       | BOT    | 6          |
| 4     | GP van Azerbeidzjan        | Valtteri Bottas  | Charles Leclerc  | Valtteri Bottas  | Mercedes              | Verslag | BOT       | HAM    | 1          |
| 5     | GP van Spanje              | Valtteri Bottas  | Lewis Hamilton   | Lewis Hamilton   | Mercedes              | Verslag | HAM       | BOT    | 7          |
| 6     | GP van Monaco              | Lewis Hamilton   | Pierre Gasly     | Lewis Hamilton   | Mercedes              | Verslag | HAM       | BOT    | 17         |
| 7     | GP van Canada              | Sebastian Vettel | Valtteri Bottas  | Lewis Hamilton   | Mercedes              | Verslag | HAM       | BOT    | 29         |
| 8     | GP van Frankrijk           | Lewis Hamilton   | Sebastian Vettel | Lewis Hamilton   | Mercedes              | Verslag | HAM       | BOT    | 36         |
| 9     | GP van Oostenrijk          | Charles Leclerc  | Max Verstappen   | Max Verstappen   | Red Bull-Honda        | Verslag | HAM       | BOT    | 31         |
| 10    | GP van Groot-Brittannië    | Valtteri Bottas  | Lewis Hamilton   | Lewis Hamilton   | Mercedes              | Verslag | HAM       | BOT    | 39         |
| 11    | GP van Duitsland           | Lewis Hamilton   | Max Verstappen   | Max Verstappen   | Red Bull-Honda        | Verslag | HAM       | BOT    | 41         |
| 12    | GP van Hongarije           | Max Verstappen   | Max Verstappen   | Lewis Hamilton   | Mercedes              | Verslag | HAM       | BOT    | 62         |
| 13    | GP van België              | Charles Leclerc  | Sebastian Vettel | Charles Leclerc  | Ferrari               | Verslag | HAM       | BOT    | 65         |
| 14    | GP van Italië              | Charles Leclerc  | Lewis Hamilton   | Charles Leclerc  | Ferrari               | Verslag | HAM       | BOT    | 63         |
| 15    | GP van Singapore           | Charles Leclerc  | Kevin Magnussen  | Sebastian Vettel | Ferrari               | Verslag | HAM       | BOT    | 65         |
| 16    | GP van Rusland             | Charles Leclerc  | Lewis Hamilton   | Lewis Hamilton   | Mercedes              | Verslag | HAM       | BOT    | 73         |
| 17    | GP van Japan               | Sebastian Vettel | Lewis Hamilton   | Valtteri Bottas  | Mercedes              | Verslag | HAM       | BOT    | 64         |
| 18    | GP van Mexico              | Charles Leclerc  | Charles Leclerc  | Lewis Hamilton   | Mercedes              | Verslag | HAM       | BOT    | 74         |
| 19    | GP van de Verenigde Staten | Valtteri Bottas  | Charles Leclerc  | Valtteri Bottas  | Mercedes              | Verslag | HAM       | BOT    | 67         |
| 20    | GP van Brazilië            | Max Verstappen   | Valtteri Bottas  | Max Verstappen   | Red Bull-Honda        | Verslag | HAM       | BOT    | 73         |
| 21    | GP van Abu Dhabi           | Lewis Hamilton   | Lewis Hamilton   | Lewis Hamilton   | Mercedes              | Verslag | HAM       | BOT    | 87         |

### Puntentelling
Punten werden toegekend aan de top tien geklasseerde coureurs, en 1 punt voor de coureur die de snelste ronde heeft gereden in de race (mits gefinisht in de top tien).
| Positie | 01e0 | 02e0 | 03e0 | 04e0 | 05e0 | 06e0 | 07e0 | 08e0 | 09e0 | 010e0 | 0S0 |
| Punten  | 25   | 18   | 15   | 12   | 10   | 8    | 6    | 4    | 2    | 1     | 1   |

### Klassement bij de coureurs
| Pos. | Nr. | Coureur            | Grands Prix | Grands Prix | Grands Prix | Grands Prix | Grands Prix | Grands Prix | Grands Prix | Grands Prix | Grands Prix | Grands Prix | Grands Prix | Grands Prix | Grands Prix | Grands Prix | Grands Prix | Grands Prix | Grands Prix | Grands Prix | Grands Prix | Grands Prix | Grands Prix | Punten |
| Pos. | Nr. | Coureur            | AUS         | BHR         | CHN         | AZE         | SPA         | MON         | CAN         | FRA         | OOS         | GBR         | DUI         | HON         | BEL         | ITA         | SIN         | RUS         | JPN         | MEX         | VST         | BRA         | ABU         | Punten |
| ---- | --- | ------------------ | ----------- | ----------- | ----------- | ----------- | ----------- | ----------- | ----------- | ----------- | ----------- | ----------- | ----------- | ----------- | ----------- | ----------- | ----------- | ----------- | ----------- | ----------- | ----------- | ----------- | ----------- | ------ |
| 1    | 44  | Lewis Hamilton     | 2P          | 1           | 1           | 2           | 1S          | 1P          | 1           | 1P          | 5           | 1S          | 9P          | 1           | 2           | 3S          | 4           | 1S          | 3S          | 1           | 2           | 7           | 1PS         | 413    |
| 2    | 77  | Valtteri Bottas    | 1S          | 2           | 2P          | 1P          | 2P          | 3           | 4S          | 2           | 3           | 2P          | DNF         | 8           | 3           | 2           | 5           | 2           | 1           | 3           | 1P          | DNFS        | 4           | 326    |
| 3    | 33  | Max Verstappen     | 3           | 4           | 4           | 4           | 3           | 4           | 5           | 4           | 1S          | 5           | 1S          | 2PS         | DNF         | 8           | 3           | 4           | DNF         | 6           | 3           | 1P          | 2           | 278    |
| 4    | 16  | Charles Leclerc    | 5           | 3PS         | 5           | 5S          | 5           | DNF         | 3           | 3           | 2P          | 3           | DNF         | 4           | 1P          | 1P          | 2P          | 3P          | 6           | 4PS         | 4S          | 18†         | 3           | 264    |
| 5    | 5   | Sebastian Vettel   | 4           | 5           | 3           | 3           | 4           | 2           | 2P          | 5S          | 4           | 16          | 2           | 3           | 4S          | 13          | 1           | DNF         | 2P          | 2           | DNF         | 17†         | 5           | 240    |
| 6    | 55  | Carlos Sainz jr.   | DNF         | 19†         | 14          | 7           | 8           | 6           | 11          | 6           | 8           | 6           | 5           | 5           | DNF         | DNF         | 12          | 6           | 5           | 13          | 8           | 3           | 10          | 96     |
| 7    | 10  | Pierre Gasly       | 11          | 8           | 6S          | DNF         | 6           | 5S          | 8           | 10          | 7           | 4           | 14†         | 6           | 9           | 11          | 8           | 14          | 7           | 9           | 16†         | 2           | 18          | 95     |
| 8    | 23  | Alexander Albon    | 14          | 9           | 10          | 11          | 11          | 8           | DNF         | 15          | 15          | 12          | 6           | 10          | 5           | 6           | 6           | 5           | 4           | 5           | 5           | 14          | 6           | 92     |
| 9    | 3   | Daniel Ricciardo   | DNF         | 18†         | 7           | DNF         | 12          | 9           | 6           | 11          | 12          | 7           | DNF         | 14          | 14          | 4           | 14          | DNF         | DSQ         | 8           | 6           | 6           | 11          | 54     |
| 10   | 11  | Sergio Pérez       | 13          | 10          | 8           | 6           | 15          | 12          | 12          | 12          | 11          | 17          | DNF         | 11          | 6           | 7           | DNF         | 7           | 8           | 7           | 10          | 9           | 7           | 52     |
| 11   | 4   | Lando Norris       | 12          | 6           | 18†         | 8           | DNF         | 11          | DNF         | 9           | 6           | 11          | DNF         | 9           | 11†         | 10          | 7           | 8           | 11          | DNF         | 7           | 8           | 8           | 49     |
| 12   | 7   | Kimi Räikkönen     | 8           | 7           | 9           | 10          | 14          | 17          | 15          | 7           | 9           | 8           | 12          | 7           | 16          | 15          | DNF         | 13          | 12          | DNF         | 11          | 4           | 13          | 43     |
| 13   | 26  | Daniil Kvjat       | 10          | 12          | DNF         | DNF         | 9           | 7           | 10          | 14          | 17          | 9           | 3           | 15          | 7           | DNF         | 15          | 12          | 10          | 11          | 12          | 10          | 9           | 37     |
| 14   | 27  | Nico Hülkenberg    | 7           | 17†         | DNF         | 14          | 13          | 13          | 7           | 8           | 13          | 10          | DNF         | 12          | 8           | 5           | 9           | 10          | DSQ         | 10          | 9           | 15          | 12          | 37     |
| 15   | 18  | Lance Stroll       | 9           | 14          | 12          | 9           | DNF         | 16          | 9           | 13          | 14          | 13          | 4           | 17          | 10          | 12          | 13          | 11          | 9           | 12          | 13          | 19†         | DNF         | 21     |
| 16   | 20  | Kevin Magnussen    | 6           | 13          | 13          | 13          | 7           | 14          | 17          | 17          | 19          | DNF         | 8           | 13          | 12          | DNF         | 17S         | 9           | 15          | 15          | 18†         | 11          | 14          | 20     |
| 17   | 99  | Antonio Giovinazzi | 15          | 11          | 15          | 12          | 16          | 19          | 13          | 16          | 10          | DNF         | 13          | 18          | 18†         | 9           | 10          | 15          | 14          | 14          | 14          | 5           | 16          | 14     |
| 18   | 8   | Romain Grosjean    | DNF         | DNF         | 11          | DNF         | 10          | 10          | 14          | DNF         | 16          | DNF         | 7           | DNF         | 13          | 16          | 11          | DNF         | 13          | 17          | 15          | 13          | 15          | 8      |
| 19   | 88  | Robert Kubica      | 17          | 16          | 17          | 16          | 18          | 18          | 18          | 18          | 20          | 15          | 10          | 19          | 17          | 17          | 16          | DNF         | 17          | 18          | DNF         | 16          | 19          | 1      |
| 20   | 63  | George Russell     | 16          | 15          | 16          | 15          | 17          | 15          | 16          | 19          | 18          | 14          | 11          | 16          | 15          | 14          | DNF         | DNF         | 16          | 16          | 17          | 12          | 17          | 0      |
| Pos. | Nr. | Coureur            | AUS         | BHR         | CHN         | AZE         | SPA         | MON         | CAN         | FRA         | OOS         | GBR         | DUI         | HON         | BEL         | ITA         | SIN         | RUS         | JPN         | MEX         | VST         | BRA         | ABU         | Punten |
| Pos. | Nr. | Coureur            | Grands Prix |             |             |             |             |             |             |             |             |             |             |             |             |             |             |             |             |             |             |             |             | Punten |

| Resultaat                       |
| ------------------------------- |
| Winnaar                         |
| Tweede plaats                   |
| Derde plaats                    |
| Gefinisht (punten behaald)      |
| Gefinisht (geen punten behaald) |
| Niet geklasseerd (NC)           |
| Uitgevallen (DNF)               |
| Niet gekwalificeerd (DNQ)       |
| Gediskwalificeerd (DSQ)         |
| Niet gestart (DNS)              |
| Gewond (INJ)                    |
| Uitgesloten (EX)                |
| Teruggetrokken (WD)             |
| Niet deelgenomen (blanco cel)   |
| P Pole position                 |
| S Snelste ronde                 |

Opmerkingen:

† — Coureur is niet gefinisht in de GP, maar heeft wel 90% van de race-afstand afgelegd, waardoor hij als geklasseerd genoteerd staat.

### Klassement bij de constructeurs
| Pos. | Constructeur              | Nr. | Grands Prix | Grands Prix | Grands Prix | Grands Prix | Grands Prix | Grands Prix | Grands Prix | Grands Prix | Grands Prix | Grands Prix | Grands Prix | Grands Prix | Grands Prix | Grands Prix | Grands Prix | Grands Prix | Grands Prix | Grands Prix | Grands Prix | Grands Prix | Grands Prix | Punten |
| Pos. | Constructeur              | Nr. | AUS         | BHR         | CHN         | AZE         | SPA         | MON         | CAN         | FRA         | OOS         | GBR         | DUI         | HON         | BEL         | ITA         | SIN         | RUS         | JPN         | MEX         | VST         | BRA         | ABU         | Punten |
| ---- | ------------------------- | --- | ----------- | ----------- | ----------- | ----------- | ----------- | ----------- | ----------- | ----------- | ----------- | ----------- | ----------- | ----------- | ----------- | ----------- | ----------- | ----------- | ----------- | ----------- | ----------- | ----------- | ----------- | ------ |
| 1    | Mercedes                  | 44  | 2P          | 1           | 1           | 2           | 1S          | 1P          | 1           | 1P          | 5           | 1S          | 9P          | 1           | 2           | 3S          | 4           | 1S          | 3S          | 1           | 2           | 7           | 1PS         | 739    |
| 1    | Mercedes                  | 77  | 1S          | 2           | 2P          | 1P          | 2P          | 3           | 4S          | 2           | 3           | 2P          | DNF         | 8           | 3           | 2           | 5           | 2           | 1           | 3           | 1P          | DNFS        | 4           | 739    |
| 2    | Ferrari                   | 5   | 4           | 5           | 3           | 3           | 4           | 2           | 2P          | 5S          | 4           | 16          | 2           | 3           | 4S          | 13          | 1           | DNF         | 2P          | 2           | DNF         | 17†         | 5           | 504    |
| 2    | Ferrari                   | 16  | 5           | 3PS         | 5           | 5S          | 5           | DNF         | 3           | 3           | 2P          | 3           | DNF         | 4           | 1P          | 1P          | 2P          | 3P          | 6           | 4PS         | 4S          | 18†         | 3           | 504    |
| 3    | Red Bull-Honda            | 10  | 11          | 8           | 6S          | DNF         | 6           | 5S          | 8           | 10          | 7           | 4           | 14†         | 6           |             |             |             |             |             |             |             |             |             | 417    |
| 3    | Red Bull-Honda            | 23  |             |             |             |             |             |             |             |             |             |             |             |             | 5           | 6           | 6           | 5           | 4           | 5           | 5           | 14          | 6           | 417    |
| 3    | Red Bull-Honda            | 33  | 3           | 4           | 4           | 4           | 3           | 4           | 5           | 4           | 1S          | 5           | 1S          | 2PS         | DNF         | 8           | 3           | 4           | DNF         | 6           | 3           | 1P          | 2           | 417    |
| 4    | McLaren-Renault           | 4   | 12          | 6           | 18†         | 8           | DNF         | 11          | DNF         | 9           | 6           | 11          | DNF         | 9           | 11†         | 10          | 7           | 8           | 11          | DNF         | 7           | 8           | 8           | 145    |
| 4    | McLaren-Renault           | 55  | DNF         | 19†         | 14          | 7           | 8           | 6           | 11          | 6           | 8           | 6           | 5           | 5           | DNF         | DNF         | 12          | 6           | 5           | 13          | 8           | 3           | 10          | 145    |
| 5    | Renault                   | 3   | DNF         | 18†         | 7           | DNF         | 12          | 9           | 6           | 11          | 12          | 7           | DNF         | 14          | 14          | 4           | 14          | DNF         | DSQ         | 8           | 6           | 6           | 11          | 91     |
| 5    | Renault                   | 27  | 7           | 17†         | DNF         | 14          | 13          | 13          | 7           | 8           | 13          | 10          | DNF         | 12          | 8           | 5           | 9           | 10          | DSQ         | 10          | 9           | 15          | 12          | 91     |
| 6    | Toro Rosso-Honda          | 10  |             |             |             |             |             |             |             |             |             |             |             |             | 9           | 11          | 8           | 14          | 7           | 9           | 16†         | 2           | 18          | 85     |
| 6    | Toro Rosso-Honda          | 23  | 14          | 9           | 10          | 11          | 11          | 8           | DNF         | 15          | 15          | 12          | 6           | 10          |             |             |             |             |             |             |             |             |             | 85     |
| 6    | Toro Rosso-Honda          | 26  | 10          | 12          | DNF         | DNF         | 9           | 7           | 10          | 14          | 17          | 9           | 3           | 15          | 7           | DNF         | 15          | 12          | 10          | 11          | 12          | 10          | 9           | 85     |
| 7    | Racing Point-BWT Mercedes | 11  | 13          | 10          | 8           | 6           | 15          | 12          | 12          | 12          | 11          | 17          | DNF         | 11          | 6           | 7           | DNF         | 7           | 8           | 7           | 10          | 9           | 7           | 73     |
| 7    | Racing Point-BWT Mercedes | 18  | 9           | 14          | 12          | 9           | DNF         | 16          | 9           | 13          | 14          | 13          | 4           | 17          | 10          | 12          | 13          | 11          | 9           | 12          | 13          | 19†         | DNF         | 73     |
| 8    | Alfa Romeo-Ferrari        | 7   | 8           | 7           | 9           | 10          | 14          | 17          | 15          | 7           | 9           | 8           | 12          | 7           | 16          | 15          | DNF         | 13          | 12          | DNF         | 11          | 4           | 13          | 57     |
| 8    | Alfa Romeo-Ferrari        | 99  | 15          | 11          | 15          | 12          | 16          | 19          | 13          | 16          | 10          | DNF         | 13          | 18          | 18†         | 9           | 10          | 15          | 14          | 14          | 14          | 5           | 16          | 57     |
| 9    | Haas-Ferrari              | 8   | DNF         | DNF         | 11          | DNF         | 10          | 10          | 14          | DNF         | 16          | DNF         | 7           | DNF         | 13          | 16          | 11          | DNF         | 13          | 17          | 15          | 13          | 15          | 28     |
| 9    | Haas-Ferrari              | 20  | 6           | 13          | 13          | 13          | 7           | 14          | 17          | 17          | 19          | DNF         | 8           | 13          | 12          | DNF         | 17S         | 9           | 15          | 15          | 18†         | 11          | 14          | 28     |
| 10   | Williams-Mercedes         | 63  | 16          | 15          | 16          | 15          | 17          | 15          | 16          | 19          | 18          | 14          | 11          | 16          | 15          | 14          | DNF         | DNF         | 16          | 16          | 17          | 12          | 17          | 1      |
| 10   | Williams-Mercedes         | 88  | 17          | 16          | 17          | 16          | 18          | 18          | 18          | 18          | 20          | 15          | 10          | 19          | 17          | 17          | 16          | DNF         | 17          | 18          | DNF         | 16          | 19          | 1      |
| Pos. | Constructeur              | Nr. | AUS         | BHR         | CHN         | AZE         | SPA         | MON         | CAN         | FRA         | OOS         | GBR         | DUI         | HON         | BEL         | ITA         | SIN         | RUS         | JPN         | MEX         | VST         | BRA         | ABU         | Punten |
| Pos. | Constructeur              | Nr. | Grands Prix |             |             |             |             |             |             |             |             |             |             |             |             |             |             |             |             |             |             |             |             | Punten |

| Resultaat                       |
| ------------------------------- |
| Winnaar                         |
| Tweede plaats                   |
| Derde plaats                    |
| Gefinisht (punten behaald)      |
| Gefinisht (geen punten behaald) |
| Niet geklasseerd (NC)           |
| Uitgevallen (DNF)               |
| Niet gekwalificeerd (DNQ)       |
| Gediskwalificeerd (DSQ)         |
| Niet gestart (DNS)              |
| Gewond (INJ)                    |
| Uitgesloten (EX)                |
| Teruggetrokken (WD)             |
| Niet deelgenomen (blanco cel)   |
| P Pole position                 |
| S Snelste ronde                 |

Opmerkingen:

† — Coureur is niet gefinisht in de GP, maar heeft wel 90% van de race-afstand afgelegd, waardoor hij als geklasseerd genoteerd staat.
1950 · 1951 · 1952 · 1953 · 1954 · 1955 · 1956 · 1957 · 1958 · 1959 · 1960 · 1961 · 1962 · 1963 · 1964 · 1965 · 1966 · 1967 · 1968 · 1969 · 1970 · 1971 · 1972 · 1973 · 1974 · 1975 · 1976 · 1977 · 1978 · 1979 · 1980 · 1981 · 1982 · 1983 · 1984 · 1985 · 1986 · 1987 · 1988 · 1989 · 1990 · 1991 · 1992 · 1993 · 1994 · 1995 · 1996 · 1997 · 1998 · 1999 · 2000 · 2001 · 2002 · 2003 · 2004 · 2005 · 2006 · 2007 · 2008 · 2009 · 2010 · 2011 · 2012 · 2013 · 2014 · 2015 · 2016 · 2017 · 2018 · 2019 · 2020 · 2021 · 2022 · 2023 · 2024 · 2025 · 2026 
 Lijst van Formule 1 Grand Prix-wedstrijden